# Scalaire (physique)
Pour les articles homonymes, voir Scalaire.
En physique, un scalaire est une grandeur dont la valeur ne dépend que du point auquel on l'évalue et est indépendante du système de coordonnées.
la pression, la température, la masse, la densité, la puissance et le potentiel électrique.
Une grandeur scalaire s'oppose à une grandeur vectorielle : la grandeur scalaire a uniquement une valeur mais pas de direction ou de sens. Les mathématiques utilisent la notion de scalaire dans le même sens en algèbre linéaire, indépendamment de toute grandeur physique.
Les quantités scalaires sont invariables par rapport aux rotations de coordonnées (et aux transformations de Lorentz en théorie de la relativité).

## Physique des particules
En physique des particules scalaire qualifie une particule de spin nul.